# 伊藤氏觀音座蓮
伊藤氏觀音座蓮（學名：Angiopteris itoi）又名伊藤氏原始觀音座蓮，為合囊蕨科觀音座蓮屬下的一個台灣特有種。僅分布於南投蓮華池及烏來雲仙樂園，數量十分稀少，野生族群不到100株，極度瀕臨滅絕。

## 發現及命名
由前國立中興大學教授謝萬權博士於1968年2月25日採自南投縣魚池鄉蓮華池(海拔 700米), 並於1970年發表為新種, 並以其日籍植物學老師伊藤(Hiroshi,Ito)之姓氏作種名。

## 形態特徵
- 外觀:根莖短匍匐狀，葉叢生，植株可達1.5m
- 葉柄:長60~100cm中下段具鱗片，基部有兩枚全緣、厚革質之托葉
- 葉:長50~70cm，一回羽狀複葉；葉柄基部、中段及羽片基部具膨大之葉枕；羽片4~9對，基部具柄，頂端略形成尾尖，長25~40cm，寬3~3.5cm，葉緣多少呈齒緣；葉脈單一或分岔一次，具回脈；孢子囊40~100枚集生，著生羽片側脈上，孢子囊群位於羽軸與葉緣之間偏外側，長可達1cm

## 親緣關係
伊藤氏原始觀音座蓮具有原始觀音座蓮屬的一回羽狀複葉與膝狀關節；而同時具有觀音座蓮屬的回脈，而其生育地同時可出現台灣原始觀音座蓮與觀音座蓮，故推測其為兩者之天然雜交種。而經染色體套數分析，觀音座蓮為二倍體(2n = 80)、台灣原始觀音座蓮為四倍體(2n = 160)、伊藤氏原始觀音座蓮為三倍體(2n = 120)，更加支持伊藤氏原始觀音座蓮為其兩者之雜交種。

## 保育
由於雲仙樂園內之生育地屬雲仙樂園所有，無法以劃設國家公園與自然保留區來達到保育的效果，於是林試所和雲仙樂園達成共識，共同合作並保育伊藤氏原始觀音座蓮。雲仙樂園方面負責現生野外族群和棲地的保存維護，林業試驗所研究團隊則負責保育研究和往後的技術移轉。

## 人工繁殖
由於伊藤氏原始觀音座蓮野外族群相當稀少，於是林試所研究團隊決定以人工復育的方法增加其數量，再移至野外復育。但因其孢子在人工培養下，孢子無法發芽，必須另覓其他繁殖方法。其後，研究團隊利用其葉片脫落之托葉基部之不定芽進行無性繁殖，正常狀態下這些不定芽在植株上非常不易萌芽，於是研究團隊在不傷及母株的狀態下並取得雲仙樂園的同意與協助，少量切取其托葉並帶回實驗室培養。三個月後，長出了孢子體幼苗，一年後，其存活率高達90%。